# Une histoire sans importance
Une histoire sans importance ist ein französischer Kurzfilm des Regisseurs Jacques Duron aus dem Jahr 1980. Der Film behandelt die erotisch geprägte Freundschaft zweier männlicher Jugendlicher.

## Handlung
Der 16-jährige Claude und der 17-jährige Philippe gehen auf dasselbe Gymnasium in einer französischen Kleinstadt. Am Bahnhof, wo die Schüler auf den Zug nach Hause warten, aber auch im Zug selbst, versucht Claude alles, um Philippes Aufmerksamkeit auf sich zu lenken. Tatsächlich: Man verabredet sich in einem Bistro, wo Claude dem anderen eine schriftliche Nachricht zukommen lässt: „Ich habe Lust auf dich.“
Anschließend richtet sich die Freundschaft immer mehr aufs Erotische. Claude möchte, dass ihm Philippe zeigt, wie das Onanieren geht. Dieser aber wehrt lachend ab: Claude mache sich nur über ihn lustig. Beinahe kommt es zu einem Kuss, wenn nicht Philippes Vater störte.
Während Claude nur an Sex denkt, will Philippe vor allem Zärtlichkeit, wird aber vom ersteren abgewiesen: „Ich bin doch kein Mädchen“, sagt er empört. Schließlich kommt es bei einer Übernachtung doch zu Sex.
An dieser Stelle kippt die Geschichte. Während Philippe richtiggehend verliebt ist, gleichzeitig aber die Lieblosigkeit des Jüngeren beklagt, wendet sich Claude immer mehr von ihm ab. Auf einem Zeltplatz lernt er ein Mädchen kennen und küsst sie. Philippe wird eifersüchtig, beinahe gewalttätig, läuft aber dann deprimiert aus dem Zelt.
Nun ist die Freundschaft zerbrochen. Heimlich schleicht Philippe dem ehemaligen Freund in der Stadt nach, doch Claude und seine neue Freundin bemerken es. Offenbar kann sich Philippe seiner Anziehungskraft nicht entziehen, denn in der letzten Szene sind die beiden in einem Hotelzimmer zusammen, der Jüngere wird allerdings für Sex von dem Älteren bezahlt. „Ich hoffe, ich war das Geld wert“, sagt er.

## Hintergrund
In einer Szene am Bahnhof nimmt Claude dieselbe Pose ein wie Tadzio in Viscontis Film Der Tod in Venedig.